# Per Elofsson
Per Eilert Elofsson (ur. 2 kwietnia 1977 w Umeå) – szwedzki biegacz narciarski, brązowy medalista olimpijski, pięciokrotny medalista mistrzostw świata, dwukrotny triumfator Pucharu Świata, czterokrotny medalista mistrzostw świata juniorów.

## Kariera
Po raz pierwszy na arenie międzynarodowej pojawił się w 1995 roku, startując na mistrzostwach świata juniorów w Gällivare. Zajął tam siódme miejsce w sztafecie i 36. miejsce na dystansie 30 km stylem dowolnym. Na rozgrywanych rok później mistrzostwach świata juniorów w Asiago zdobył medale we wszystkich konkurencjach: złoto w biegu na 10 km techniką klasyczną, srebro na 30 km stylem dowolnym oraz brąz w sztafecie. Ponadto podczas mistrzostw świata juniorów w Canmore w 1997 roku zwyciężył w biegu na 30 km techniką dowolną.
W Pucharze Świata w biegach narciarskich zadebiutował w sezonie 1997/1998. Przez sześć sezonów startów w Pucharze Świata w każdym sezonie przynajmniej raz stawał na podium. W sumie odniósł 11 zwycięstw, a 23 razy stawał na podium. Najlepsze wyniki osiągnął w sezonach 2000/2001 i 2001/2002, kiedy to triumfował w klasyfikacji generalnej. Ponadto był też trzeci w klasyfikacji biegów średniodystansowych.
igrzyska olimpijskie w Nagano w 1998 r. były jego pierwszą dużą imprezą. Zajął tam 10. miejsce w biegu na 30 km techniką klasyczną oraz czwarte miejsce w sztafecie. Cztery lata później, podczas igrzysk olimpijskich w Salt Lake City zdobył brązowy medal w biegu łączonym na 20 km. Na mecie tego biegu Elofsson był pierwotnie czwarty, za reprezentantem Hiszpanii Johannem Mühleggiem i Norwegami Thomasem Alsgaardem i Frode Estilem, jednak Mühlegg, który był pierwszy na mecie, został zdyskwalifikowany za doping. To pozwoliło zająć Szwedowi trzecie miejsce. Na tych samych igrzyskach był też między innymi piąty w biegu na 15 km stylem klasycznym. Na późniejszych igrzyskach już nie startował.
W 1999 r. zadebiutował na mistrzostwach świata podczas mistrzostw w Ramsau. Tam jego najlepszym indywidualnym wynikiem było ósme miejsce w biegu na 30 km techniką dowolną. Wraz z kolegami z reprezentacji zajął 6. miejsce w sztafecie. Dwa lata później, na mistrzostwach świata w Lahti wypadł znacznie lepiej zdobywając złote medale w biegu łączonym na 20 km oraz w biegu na 15 km techniką klasyczną, a razem z Urbanem Lindgrenem, Mathiasem Fredrikssonem i Magnusem Ingessonem zdobył srebrny medal w sztafecie. Na swoich ostatnich mistrzostwach rozgrywanych w Val di Fiemme w 2003 r. Elofsson obronił wywalczony w Lahti tytuł mistrza świata w biegu łączonym. Ponadto wspólnie z Andersem Södergrenem, Mathiasem Fredrikssonem i Jörgenem Brinkiem zdobył brązowy medal w sztafecie.
W 2001 r. gazeta Svenska Dagbladet przyznała mu nagrodę Svenska Dagbladets guldmedalj za osiągnięcia sportowe. W 2003 r. zdecydował się na zakończenie kariery sportowej.

## Osiągnięcia

### Igrzyska olimpijskie
| Miejsce | Dzień     | Rok  | Miejscowość    | Konkurencja             | Czas biegu | Strata  | Zwycięzca                   |
| ------- | --------- | ---- | -------------- | ----------------------- | ---------- | ------- | --------------------------- |
| 10.     | 9 lutego  | 1998 | Nagano         | 30 km stylem klasycznym | 1:33:55,8  | +4:51,2 | Mika Myllylä                |
| 4.      | 17 lutego | 1998 | Nagano         | Sztafeta 4 × 10 km      | 1:40:55,7  | +1:29,5 | Norwegia                    |
| DNF     | 9 lutego  | 2002 | Salt Lake City | 30 km stylem dowolnym   | 1:11:31,0  | -       | Christian Hoffmann          |
| 5.      | 12 lutego | 2002 | Salt Lake City | 15 km stylem klasycznym | 37:07,4    | +1:03,4 | Andrus Veerpalu             |
| 3.      | 14 lutego | 2002 | Salt Lake City | 2 × 10 km łączony       | 49:48,9    | +4,0    | Thomas Alsgaard Frode Estil |
| 17.     | 23 lutego | 2002 | Salt Lake City | 50 km st. klasycznym    | 2:06:20,8  | +8:29,8 | Michaił Iwanow              |

### Mistrzostwa świata
| Miejsce | Dzień     | Rok  | Miejscowość   | Konkurencja             | Czas biegu | Strata  | Zwycięzca       |
| ------- | --------- | ---- | ------------- | ----------------------- | ---------- | ------- | --------------- |
| 8.      | 19 lutego | 1999 | Ramsau        | 30 km stylem dowolnym   | 1:15:26,2  | +1:58,3 | Mika Myllylä    |
| 22.     | 22 lutego | 1999 | Ramsau        | 10 km stylem klasycznym | 24:19,2    | +1:16,3 | Mika Myllylä    |
| 9.      | 23 lutego | 1999 | Ramsau        | 10+15 km pościgowy      | 1:05:54,9  | +34,7   | Thomas Alsgaard |
| 6.      | 26 lutego | 1999 | Ramsau        | Sztafeta 4 × 10 km      | 1:35:07,5  | +2:43,4 | Austria         |
| 1.      | 15 lutego | 2001 | Lahti         | 15 km stylem klasycznym | 39:26,0    | -       | -               |
| 1.      | 17 lutego | 2001 | Lahti         | 2 × 10 km łączony       | 47:15,5    | -       | -               |
| 2.      | 22 lutego | 2001 | Lahti         | Sztafeta 4 × 10 km      | 1:36:42,5  | +42,7   | Norwegia        |
| 6.      | 25 lutego | 2001 | Lahti         | 50 km stylem dowolny    | 2:05:27,2  | +3:24,7 | Johann Mühlegg  |
| 12.     | 21 lutego | 2003 | Val di Fiemme | 15 km stylem klasycznym | 35:47,5    | +39,4   | Axel Teichmann  |
| 1.      | 23 lutego | 2003 | Val di Fiemme | 2 × 10 km łączony       | 47:42,3    | -       | -               |
| 3.      | 25 lutego | 2003 | Val di Fiemme | Sztafeta 4 × 10 km      | 1:31:56,4  | +16,4   | Norwegia        |
| 21.     | 1 marca   | 2003 | Val di Fiemme | 50 km stylem dowolnym   | 1:54:25,3  | +3:40,3 | Martin Koukal   |

### Mistrzostwa świata juniorów
| Miejsce | Dzień       | Rok  | Miejscowość | Konkurencja             | Wynik     | Strata  | Zwycięzca       |
| ------- | ----------- | ---- | ----------- | ----------------------- | --------- | ------- | --------------- |
| 7.      | 3 marca     | 1995 | Gällivare   | Sztafeta 4 × 10 km      | 1:51:54   | +4:36   | Włochy          |
| 36.     | 5 marca     | 1995 | Gällivare   | 30 km stylem dowolnym   | 1:22:35,2 | +2:12,7 | Pietro Broggini |
| 1.      | 31 stycznia | 1996 | Asiago      | 10 km stylem klasycznym | 27:42,8   | -       | -               |
| 3.      | 2 lutego    | 1996 | Asiago      | Sztafeta 4 × 10 km      | 1:50:39,4 | +1:49,9 | Rosja           |
| 2.      | 4 lutego    | 1996 | Asiago      | 30 km stylem dowolnym   | 1:33:18,9 | +3:27,3 | Fabio Santus    |
| 22.     | 12 lutego   | 1997 | Canmore     | 10 km stylem klasycznym | 26:26,9   | +1:49,7 | Bruno Carrara   |
| 1.      | 16 lutego   | 1997 | Canmore     | 30 km stylem dowolnym   | 1:20:46,3 | -       | -               |
| 6.      | 14 lutego   | 1997 | Canmore     | Sztafeta 4 × 10 km      | 1:45:25,6 | +2:35,9 | Włochy          |

### Puchar Świata

#### Miejsca w klasyfikacji generalnej
- sezon 1997/1998: 19.
- sezon 1998/1999: 5.
- sezon 1999/2000: 4.
- sezon 2000/2001: 1.
- sezon 2001/2002: 1.
- sezon 2002/2003: 24.

#### Zwycięstwa w zawodach
| Nr  | Dzień        | Rok  | Miejscowość    | Konkurencja             | Czas biegu |
| --- | ------------ | ---- | -------------- | ----------------------- | ---------- |
| 1.  | 28 listopada | 1998 | Muonio         | 10 km stylem dowolnym   | 23:48,5    |
| 2.  | 29 listopada | 2000 | Beitostølen    | 10 km stylem dowolnym   | 22:37,9    |
| 3.  | 8 grudnia    | 2000 | Santa Caterina | 15 km stylem dowolnym   | 37:04,2    |
| 4.  | 16 grudnia   | 2000 | Brusson        | 20 km łączony           | 46:46,3    |
| 5.  | 14 marca     | 2001 | Kawgołowo      | 15 km stylem dowolnym   | 37:16,6    |
| 6.  | 10 marca     | 2001 | Oslo           | 50 km stylem klasycznym | 2:22:10,3  |
| 7.  | 14 marca     | 2001 | Borlänge       | 10 km stylem dowolnym   | 24:23,3    |
| 8.  | 25 listopada | 2001 | Kuopio         | 10 km stylem dowolnym   | 23:24,4    |
| 9.  | 22 grudnia   | 2001 | Ramsau         | 30 km stylem dowolnym   | 1:19:24,4  |
| 10. | 5 stycznia   | 2002 | Val di Fiemme  | 20 km łączony           | 46:45,8    |
| 11. | 2 marca      | 2002 | Lahti          | 15 km stylem dowolnym   | 35:43,6    |

#### Miejsca na podium
| Nr  | Dzień        | Rok  | Miejscowość    | Konkurencja             | Czas biegu | Pozycja | Strata | Zwycięzca        |
| --- | ------------ | ---- | -------------- | ----------------------- | ---------- | ------- | ------ | ---------------- |
| 1.  | 11 marca     | 1998 | Falun          | 10 km stylem dowolnym   | 24:20,0    | 3       | +12,7  | Thomas Alsgaard  |
| 2.  | 28 listopada | 1998 | Muonio         | 10 km stylem dowolnym   | 23:48,5    | 1       | -      | -                |
| 3.  | 12 stycznia  | 1999 | Nové Město     | 30 km stylem dowolnym   | 1:19:10,5  | 3       | +12,5  | Michaił Botwinow |
| 4.  | 2 lutego     | 2000 | Trondheim      | 10 km stylem dowolnym   | 24:53,1    | 2       | +3,0   | Mika Myllylä     |
| 5.  | 16 lutego    | 2000 | Ulrichen       | 10 km stylem dowolnym   | 23:47,7    | 2       | +8,0   | Jari Isometsä    |
| 6.  | 20 lutego    | 2000 | Lamoura Mouthe | 72 km stylem dowolnym   | 3:32:15,7  | 2       | +7,2   | Johann Mühlegg   |
| 7.  | 19 marca     | 2000 | Bormio         | 15 km stylem dowolnym   | 1:04:10,7  | 3       | +11,6  | Jari Isometsä    |
| 8.  | 29 listopada | 2000 | Beitostølen    | 10 km stylem dowolnym   | 22:37,9    | 1       | -      | -                |
| 9.  | 8 grudnia    | 2000 | Santa Caterina | 15 km stylem dowolnym   | 37:04,2    | 1       | -      | -                |
| 10. | 16 grudnia   | 2000 | Brusson        | 20 km łączony           | 46:46,3    | 1       | -      | -                |
| 11. | 10 lutego    | 2001 | Otepää         | 10 km stylem klasycznym | 24:00,4    | 2       | +1,2   | Thomas Alsgaard  |
| 12. | 14 marca     | 2001 | Kawgołowo      | 15 km stylem dowolnym   | 37:16,6    | 1       | -      | -                |
| 13. | 10 marca     | 2001 | Oslo           | 50 km stylem klasycznym | 2:22:10,3  | 1       | -      | -                |
| 14. | 14 marca     | 2001 | Borlänge       | 10 km stylem dowolnym   | 24:23,3    | 1       | -      | -                |
| 15. | 25 listopada | 2001 | Kuopio         | 10 km stylem dowolnym   | 23:24,4    | 1       | -      | -                |
| 16. | 8 grudnia    | 2001 | Cogne          | 50 km stylem klasycznym | 23:18,6    | 2       | +10,2  | Anders Aukland   |
| 17. | 12 grudnia   | 2001 | Brusson        | 15 km stylem dowolnym   | 33:50,4    | 3       | +32,5  | Johann Mühlegg   |
| 18. | 15 grudnia   | 2001 | Davos          | 15 km stylem klasycznym | 40:55,3    | 2       | +9,3   | Erling Jevne     |
| 19. | 22 grudnia   | 2001 | Ramsau         | 30 km stylem dowolnym   | 1:19:24,4  | 1       | -      | -                |
| 20. | 5 stycznia   | 2002 | Val di Fiemme  | 20 km łączony           | 46:45,8    | 1       | -      | -                |
| 21. | 2 marca      | 2002 | Lahti          | 15 km stylem dowolnym   | 35:43,6    | 1       | -      | -                |
| 22. | 9 marca      | 2002 | Falun          | 20 km łączony           | 52:56,6    | 3       | +3,5   | Thomas Alsgaard  |
| 23. | 18 stycznia  | 2003 | Nové Město     | 15 km stylem dowolnym   | 34:54,8    | 3       | +30,7  | Lukáš Bauer      |